# 대통령의 여인
대통령의 여인(The President's Lady)은 미국에서 제작된 헨리 레빈 감독의 1953년 드라마 영화이다. 수잔 헤이워드 등이 주연으로 출연하였고 솔 C. 시겔 등이 제작에 참여하였다.

## 출연

### 주연
- 수잔 헤이워드
- 찰톤 헤스톤
- 존 맥킨타이어

### 조연
- 페이 베인터
- 칼 베츠
- 글래디스 허버트
- 루스 애터웨이
- 찰스 딘글

## 제작진
- 원작자: 어빙 스톤
- 협력프로듀서: 헨리 레빈
- 미술: 레런드 풀러
- 미술: 라일 R. 휠러
- 의상: 찰스 르 마리
- 의상: 레니